# Świątynie Kordin
Świątynie Kordin (ang. Kordin Temples) – grupa świątyń megalitycznych na wzgórzach Corradino w Paola na Malcie. Świątynie były używane od czasów prehistorycznych, dalej przez Fenicjan, a następnie w okresie greckim i rzymskim. W XVII wieku właścicielem tego terenu był Giovanni Francesco Abela, miał tutaj swoją wiejską rezydencję. Wykonał on kilka odkrywek archeologicznych w okolicy. Pierwotnie planował przepisać wszystko dla Zakonu Joannitów, lecz ostatecznie przekazał swoją willę, będącą pierwszym maltańskim muzeum, znanym jako Museo di San Giacomo, oraz otaczający ją teren Jezuitom. Teren ten należał do Jezuitów aż do wygnania ich z Malty przez Zakon w XVIII wieku, kiedy wszystkie ich posiadłości zostały przejęte przez Skarb Zakonu. Miejsce było badane w czasach Zakonu Joannitów z rozkazu Wielkiego Mistrza Manuela Pinto przez archeologa Gio Antonio Barbaro. Następnie świątynie były starannie badane w okresie brytyjskim przez sir Temistoklesa Zammita.
Oryginalnie znajdowały się tam trzy kompleksy świątyń, lecz dwa z nich zostały zniszczone, i przetrwało jedynie stanowisko Kordin III. Pozostałości zostały wpisane na "Antiquities List of 1925".
Świątynie ulokowane są na plateau górującym ponad Grand Harbour, pierwotnie, za czasów Zakonu św. Jana, nazywanym Kortin, dziś zaś Kordin lub Corradino. W pobliżu znajdują się inne stanowiska megalitycznych świątyń, w tym hypogeum Ħal Saflieni oraz świątynie Tarxien.

## Kordin I
Świątynia Kordin I (współrzędne: 35°52′52,5″N 14°30′17,8″E/35,881250 14,504944) znajdowała się na tarasie terenu, na zachodnim stoku wzgórz Corradino, górując nad Marsą. W jej skład wchodziły małe, nieregularne pomieszczenia. Już w momencie odkrycia była słabo zachowana. Po raz pierwszy została przebadana w latach 80. XIX wieku. Pierwsze wykopaliska zostały przeprowadzone przez Antonio Caruanę, następnie w roku 1908 były kontynuowane przez Temistoklesa Zammita, oraz Thomasa Ashby'ego i Thomasa Erica Peeta w 1909.
Świątynia była narażona na działalność atmosferyczną, oraz bombardowania w czasie II wojny światowej. W latach 50. XX wieku praktycznie nic z niej nie pozostało, a ewentualne resztki zostały całkowicie zniszczone po wybudowaniu na tym miejscu w latach 60. XX wieku kompleksu przemysłowego.

## Kordin II
Świątynia Kordin II (współrzędne: 35°52′52,3″N 14°30′22,4″E/35,881194 14,506222) znajdowała się na północnej połaci Corradino, 137 metrów od Kordin I. Była używana podczas całego okresu świątyń, czego dowodzą skorupy naczyń znalezione na terenie stanowiska. Trudno było ustalić chronologię, i można się zastanawiać, czy cały budynek można datować na okres świątynny.
Pierwsze rozeznanie na terenie świątyni przeprowadził w roku 1840 Cesare Vassallo. Po raz pierwszy zaczęto prowadzić poprawne wykopaliska w roku 1892 pod kierunkiem Antonio Caruany, kontynuowane były przez Alberta Mayera w roku 1901, a zakończone przez Thomasa Ashby'ego i Thomasa Erica Peeta w latach 1908 i 1909.
Część świątyni zburzona została przez Royal Engineers, budujących fosę przed Corradino Lines w roku 1871, zanim zaczęto jakiekolwiek wykopaliska. Świątynia została później uszkodzona przez bombardowania lotnicze w czasie II wojny światowej, i w latach 1950. nie pozostało nic na miejscu. W latach 60. XX wieku powstał tam kompleks przemysłowy.

## Kordin III
Świątynia Kordin III jest jedyną świątynią na Corradino, której pozostałości przetrwały do dzisiaj. Znajduje się tuż obok zewnętrznej części Corradino Lines, blisko kościoła św. Antoniego Padewskiego oraz meczetu Mariam Al-Batool.

### Stanowisko
Kompleks Kordin III składa się z dwóch świątyń. Większa zbudowana jest na standardowym planie trójapsydowym, typowym projekcie z okresu Ġgantija. Świątynia ma wklęsłą fasadę z frontowym dziedzińcem i przejściowym pasażem do centralnego dziedzińca wyłożonego kamiennymi płytami. Płyty te są unikatem, gdyż nie znaleziono niczego podobnego w żadnej z maltańskich tego typu świątyń. Za świątynią są małe pomieszczenia, które prawdopodobnie były używane jako magazyny, lecz równie dobrze mogła to być mniejsza świątynia o nieregularnym kształcie. Przypuszcza się, że pierwsza część świątyni powstała około roku 3700 p.n.e., podczas okresu Mġarr. Większość budowli datowana jest na okres Ġgantija, a kompleks był wciąż używany w okresie Tarxien, kiedy to fasada została przebudowana. Uważa się, że miejsce zostało opuszczone około roku 2500 p.n.e.
W wejściu do lewej apsydy świątyni, znaleziono leżące w poprzek koryto, długie na 2,75 metra. Uważane jest ono za najbardziej godną uwagi cechę tego miejsca. Koryto ma siedem głębokich poprzecznych rowków, zrobionych przez szlifowanie. Jest ono wykonane z twardego wapienia, sprowadzonego z miejsca odległego o 2 kilometry, więc jest bardzo prawdopodobne, że było ono przeznaczone do rozdrabniania kukurydzy (jako żarna wielokrotne) i jest współczesne świątyni, a nie do szlifowania 'deffun', tradycyjnego maltańskiego materiału pokrywającego dachy, co czyniłoby go bardziej współczesnym.

### Wykopaliska i historia współczesna
W latach 70. XIX wieku Cesare Vassallo oczyścił to miejsce z gruzu. W roku 1882 Antonio Caruana odkrył tutaj kolejne grupy megalitycznych zabytków, wreszcie w roku 1909 miejsce to zostało poprawnie przebadane archeologicznie przez Thomasa Ashby'ego i Thomasa Erica Peeta. Następne wykopaliska podjęte zostały przez Johna Evansa w roku 1953 oraz Davida Trumpa w roku 1961.
W roku 1925 zbudowano dokoła świątyni murowane ogrodzenie, aby zapewnić stanowisku maksymalną ochronę. Podobnie jak Kordin I oraz II, świątynia również ucierpiała podczas II wojny światowej; jej pozostałości nie zostały po wojnie zabudowane, lecz są widoczne do dzisiaj.
Chociaż w kiepskim stanie, świątynia jest jedną z najbardziej kompletnych mniejszych świątyń. W roku 2009 badano możliwość rozszerzenia Listy światowego dziedzictwa UNESCO o Kordin III.
W roku 2015 rozpoczęły się nowe wykopaliska na terenie wokół świątyni, prowadzone przez Caroline Malone i zespół studentów z University of Malta.
Miejsce było zarządzane przez Fondazzjoni Wirt Artna do roku 2016, kiedy zostało przekazane pod zarząd Heritage Malta. Można je zwiedzać po wcześniejszym umówieniu się.